# Jorun Modén
Jorun Ingeborg Kristina Marianne Modén, född 1971 i Nacka, Stockholms län, är en svensk författare känd för romanerna Embla — om du ändå levde nu (2018) och Samael (2006), och science fiction-novellen Socioterna (översatt till engelska som Casewankers och till finska som Sosiootit), för vilken hon fick hederspris i Mix förlags och Science Fiction-bokhandelns novelltävling 2013.

## Embla
Embla — om du ändå levde nu är en kärlekshistoria i vilken huvudpersonen Axel upptäcker en grav från bronsåldern och förälskar sig i den kvinna som han tror sig ha funnit i graven.  Parallellt med den nutida handlingen får läsaren också följa hur kvinnan, Embla, faktiskt levde, 3 000 år tidigare. Embla lever i ett bronsålderssamhälle i södra Sverige, men blir gravid och ger sig av norrut tillsammans med jägare, som tillhör en grupp som fortfarande lever som jägare och samlare. De beger sig norrut, till Nämforsen i Ångermanland, och gifter sig. Men samtidigt intresserar sig Embla för en annan person — Ask. Men Ask finns inte i hennes värld. Ändå förnimmer hon honom och försöker ta reda på var han finns.
Modén fick idén när hon läste om en arkeolog i Kazakstan som sade sig vilja gifta sig med en förhistorisk kvinna.

## Samael
Samael är en fantasyroman baserad på Dödahavsrullarna som handlar om tre bröder, Samael, Gabriel, och Natanael, som har sitt ursprung i fallna änglar, de änglar som enligt Dödahavsrullarna tog sig hustrur på jorden.  Grundscenariot är att världen befolkas av odödliga och dödliga.  Båda föds och dör visserligen som alla andra, men de odödliga är förunnade "ljus", en själslig kvalitet som innebär att de kan träffas i en mental (men lika verklig) parallell värld som kallas Ejvaron.  Från denna kan de sedan förflytta sig vidare till sina egna världar.
Huvudpersonen Samael får veta att han har ett namn som betyder "Guds gift" och förebådar död.  Ännu mer oroväckande är att hans våldsamme bror Natanael inte har det ljus som ger de odödliga förmågan att känna igen varandra och skapa sina egna världar.  Till slut kontaktas Natanael av personer som förstått den roll han är tänkt att spela i den sista striden och bröder ställs mot bröder.  Bakom denna maktkamp ruvar en ännu större fara som Samael och Natanael trots sina olikheter måste samarbeta mot för att kunna besegra.
Samael  har i Dagens Nyheter beskrivits som "ovanligt ambitiös", "modern" och "originell".